# Tőzegpáfrány
A tőzegpáfrány vagy  mocsári páfrány (Thelypteris palustris) a harasztok törzsébe,  páfrányfélék (Polypodiaceae) családjába tartozó védett növény.

## Leírása
Gyöktörzse vékony, hosszan kúszó. Meddő levelei kard alakúak, 40–70 cm hosszúak, egyszeresen vagy kétszeresen szárnyaltak, termő levelei akár 1 méter magasak is lehetnek. A levélkék fonákán a szóruszok két sorban képződnek, érett spórái július és szeptember között szóródnak szét.

## Élőhelye
Nádasok, magassásosok, mocsarak, nedves rétek, nedves fák, folyópartok, út menti árkok mentén, árnyékos helyen.
Európa és az USA mérsékelt égövi területein honos. Magyarországon többek közt a Gödöllői-dombság területén él, de a Mátrában is megtalálhatóak állományai.